# Маяк (Чесменський район)
Маяк (рос. Маяк) — селище у Чесменському районі Челябінської області Російської Федерації.
Входить до складу муніципального утворення Новомирське сільське поселення. Населення становить 172 особи (2010). Населений пункт розташований на території українського культурного та етнічного краю Сірий Клин.

## Історія
Від 18 січня 1935 року належить до Чесменського району Челябінської області.
Згідно із законом від 12 листопада 2004 року органом місцевого самоврядування є Новомирське сільське поселення .

## Населення
| 2002 | 2010 |
| ---- | ---- |
| 270  | ↘172 |